# 권지옹
권지옹은 《짱구는 못말려》에 나오는 등장인물로, 주인공 짱구가 재학중인 떡잎 유치원의 원장 선생님이다. 출생년은 1990년 연재시작 기준 1942년이며, 출생지는 시코쿠섬 / 한국에서는 부산광역시이다. 일본 현지 이름은 타카쿠라 분타이다.
자택과 유치원이 붙어있는 것이 출근루트이며, 성우는 원래는 故나야 로쿠로(2014년 사망) → 모리타 준페이 (일본판, 나야 로쿠로 사망 이후부터) / 현경수(투니버스/극장판), 설영범(SBS), 정동열, 이인성(비디오), 장승길 (MBC 극장판)이다. 
4화 1부에서 처음으로 등장했다. 굉장히 험악한 인상을 가지고 있기 때문에 처음 보는 사람들은 야쿠자 두목으로 오인하고 무서워한다. 짱구는 못 말려 4기의 떡잎마을 방범대 라이벌 편에서는 라이벌 편의 아이들이 짱구가 대장님이라는 말을 해서 깜짝 놀라 울기도 한다.  또 4기에서는 여름감기는 무서워편에서 아이들이 시끄럽게 떠들어서 원장선생님 모습을 보고 도망갔는데, 원장선생님이 "누가 이렇게 시끄럽게 떠들죠?"라고 묻자, 짱구가 "우와! 두목선생님"이라고 부르는데, 원장선생님은 "원장이라니까요"라고 설명한다. 하지만 실제로는 굉장히 여리고 순수한 마음을 가지고 있었기에 유치원 원장을 지내고 있다. 항상 자신을 두목님이라고 부르는 짱구에게 처음에는 그러지 말라고 하지만 이제는 별로 개의치 않는다.
2기에서 원장선생님 멋있어요 편에서는 기차를 타고 부산에가는데(한국판), 짱구가 두목님이라고 말하자 주변사람들이 수군거린다. 3기에서는 맛있는 파전을 먹어요 편에서 짱구가 불량배들에게 공격당하려 하자, 원장선생님들이 꼭 조폭처럼 생겨서 불량배들이 도망간다. 유치원 외부에서 두목이라고 불리는 바람에 야쿠자로 오인 받는 때가 있다. 도움이 필요한 사람을 돕는 원장맨으로도 활약하기도 한다.〈크레용 짱구 - 액션가면 vs 하이그레 마왕〉(짱구는 못 말려 - 액션가면 vs 그래그래 마왕)의 방학식 연설장면에서는 성격이 돌변하는 모습이 나온 적이 있다. 처음에는 소심하게 우물쭈물하다가 "두목님이 왜 그래요."라는 사모님의 말 한마디에 태도가 돌변, 정말 두목님처럼 책상에 발을 올리고 험상궂은 목소리로 말하는 불량한 자세로 연설을 했다. 소싯적에 여러 직업을 전전한 경험 덕분에(그러나 유치원 선생님들은 그의 외모를 보고 이상한 오해를 한다.) 우산수리처럼 아이들과 선생님들이 해결하지 못하는 문제를 해결해준다. 땡감이 열려서 홍시가 될 때까지 기다려야 하는 감나무에서 단감을 따먹으려고 하는 엉뚱한 선생님이기도 하다.

## 외모
신체스펙 자체는 KOF에 등장하는 하이데른과 동일하다. 신장은 194.5cm, 체중은 90kg, 나이는 48세로 하이데른과 신장과 체중이 동일하다. 조직폭력배 같은 험상궂은 외모를 갖고 있는 탓에 처음보는 사람들이 그를 무서워한다.
또한 원피스라는 만화에 등장하는 해군대장 키자루와 똑같이 생긴 외모 때문에 화제가 된 적이 있었다. 이에 크레용 신짱의 작가인 우스이 요시토와 원피스의 작가인 오다 에이치로는 서로 상대방의 그림체로 해당인물들을 바꿔 그린 적이 있었다. 짱구는 못말려 13기 "나를 태어나게 만들어요"편에서는 머리숱이 많았다.

## 의복
안 그래도 원피스의 키자루와 닮은 외모인데 두 사람 다 노란 양복 차림인지라 둘이 매우 닮아 보인다.

## 성격
유순한 성격이긴 하나 결정적인 순간에는 자신의 외모를 잘 살려서 진짜 조직폭력배 시늉을 하기도 한다. 전국 유치원장 모임의 회장을 맡고 있는데 이 모임에 시비를 거는 사람에게 조직폭력배 시늉을 해서 도망가게 한 적도 있다. 참고로 그 회원들도 조직폭력배 같은 외모를 하고있다.